# Salix mielichhoferi
Espèce
Classification APG III (2009)
Salix mielichhoferi, le saule de Mielichhofer, est une espèce de plantes à fleurs de la famille des Salicaceae. C'est un saule originaire des zones subalpines des Alpes centrales, en Autriche et en Italie.

## Synonymie
- Tauern-Weide en allemand.

## Description
Salix mielichhoferi se présente comme un arbuste atteignant de 1 à 4 mètres de haut.
Le limbe des feuilles mesure de 3 à 10 cm de long. Les nervures sont proéminentes sur la face inférieure.
La floraison intervient entre mai et juillet, avant le développement des feuilles.
Chromosomie : 2n = 114. Population italienne : 2n=152.